# Правило Бредта
Правило Бредта (англ. Bredt's rule) — подвійний зв'язок (С=С, C=N) не може знаходитись при третинному атомі C в голові циклічних місткових систем, але імовірність існування місткових структур з кратним вузловим зв'язком зростає зі збільшенням розмірів циклу (особливо в макроциклічних системах), де такий подвійний зв'язок не надто напружений. Пр., біцикло[3.3.1]нон-1-ен (І) може розглядатись як транзієнт, тоді як його гомолог біцикло[4.2.1]нон-1(8)-ен (ІІ) виділяється.